# 雙錐體
雙錐體，或雙稜錐、又稱雙角錐，是一種幾何體，是由一錐體，經底面鏡射產生的像和原本的錐體合成的立體，換句話說，雙錐體就是將兩個相同的錐體背對背、底面對底面黏起來。其也是柱體的對偶多面體，將一柱體每面的重心當作新的頂點做成多面體也可得到雙錐體。
一般雙錐體會命名為類似雙n角錐的名稱，不是因為它有一個n邊形的面，而是因為它的橫切面是n邊形，或說它是由n角錐疊成的。
每面全等的雙n角錐是正n角體的對偶多面體，這樣子的雙錐的面通常是等腰三角形。

## 體積
雙錐的體積{\displaystyle \scriptstyle {V=}{\tfrac {2}{3}}\scriptstyle {Bh}}，其中B是中央切面的面積，基座的面積；h是基座到頂點的高度。
正雙錐的體積，基座的正n邊形長度為s，基座到頂點的高度為h，則有：
{\displaystyle V={\frac {n}{6}}hs^{2}\cot {\frac {\pi }{n}}.}

## 詹森雙錐
在所有雙錐中，有3個雙錐全部都由正多邊形組成，分別為雙三角錐、雙四角錐和雙五角錐；雙六角錐退化成一個平面。
雙三角錐和雙五角錐屬於詹森多面體；雙四角錐屬於正多面體，因此不屬於詹森多面體。
|          |                       |          |
| 雙三角錐 | 雙四角錐 （正八面體） | 雙五角錐 |